# Take Two
«Take Two» — песня в исполнении корейской поп-группы BTS, выпущенная лейблом Big Hit 9 июня 2023 года, приуроченная к десятилетию существования группы.

## Информация о песне
О выходе песни было объявлено 31 мая 2023 года. BTS заявили, что она посвящается всем участникам фандома ARMY и выражает «их желание всегда быть вместе» со своими фанатами. Название песни отражает «начало второй главы в жизни группы». На записи отсутствует вокал двух участников — Чина и J-Hope, поскольку в это время они проходили обязательную военную службу. 13 июня к десятилетию группы вышло концертное видео с песней.
«Take Two» дебютировала на вершине чартов Billboard Global 200 и Billboard Global Excl. U.S. Впервые в истории BTS стали исполнителями, чьи новые песни дебютировали на вершине Billboard Global 200 каждый год с момента создания чарта в 2020 году. В корейском чарте Circle Digital Chart песня дебютировала на 14 месте; в японском чарте Billboard Japan Hot 100 — на 6 месте.

## Награды музыкальных программ
| Программа   | Дата         | Ссылка |
| ----------- | ------------ | ------ |
| M Countdown | 22 июня 2023 | [ 9 ]  |
| M Countdown | 29 июня 2023 | [ 10 ] |

## Позиции в чартах

### Еженедельные чарты
| Chart (2023)                             | Peak position |
| ---------------------------------------- | ------------- |
| Австралия (ARIA)                         | 60            |
| Боливия (Billboard)                      | 23            |
| Канада (Billboard Canadian Hot 100)      | 49            |
| Франция (SNEP)                           | 168           |
| Мир (Billboard Global 200)               | 1             |
| Греция (IFPI)                            | 23            |
| Гонконг (Billboard)                      | 19            |
| Венгрия (Single Top 40)                  | 2             |
| Индия (India International Singles, IMI) | 1             |
| Индонезия (Billboard)                    | 7             |
| Ирландия (IRMA)                          | 71            |
| Япония (Billboard Japan Hot 100)         | 6             |
| Япония (Oricon)                          | 13            |
| Литва (AGATA)                            | 30            |
| Малайзия (Billboard)                     | 9             |
| Малайзия (RIM)                           | 5             |
| MENA (IFPI)                              | 9             |
| Новая Зеландия (RMNZ)                    | 4             |
| Перу (Billboard)                         | 15            |
| Филиппины (Billboard)                    | 7             |
| Португалия (AFP)                         | 92            |
| Сингапур (RIAS)                          | 3             |
| Республика Корея (Circle)                | 11            |
| Тайвань (Billboard)                      | 12            |
| Великобритания (UK Singles Chart)        | 59            |
| США (Billboard Hot 100)                  | 48            |
| США World Digital Song Sales (Billboard) | 1             |
| Вьетнам (Vietnam Hot 100)                | 1             |

### Ежемесячные чарты
| Чарт (2023)               | Высшая позиция |
| ------------------------- | -------------- |
| Республика Корея (Circle) | 28             |